# Adrian Stankowski

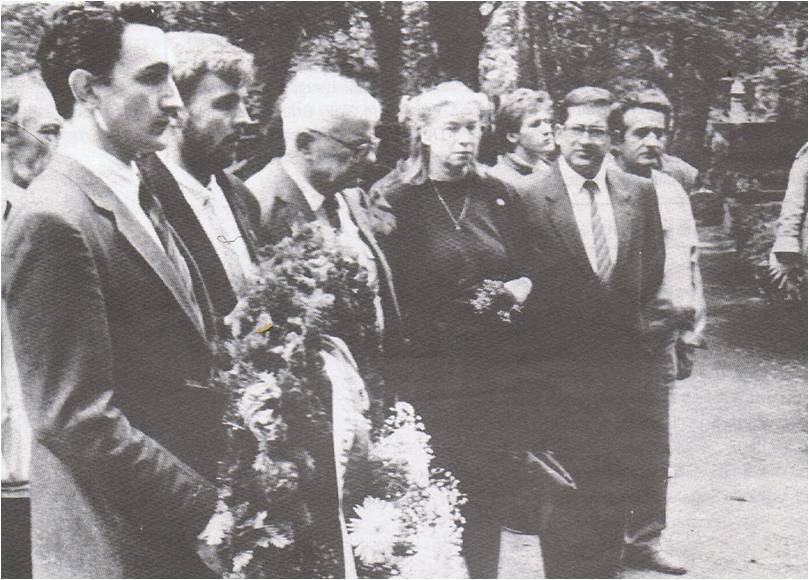
Adrian Stankowski (pierwszy z lewej) jako działacz PPS składający kwiaty pod pomnikiem Kazimierza Pużaka m.in. wraz z Janem Józefem Lipskim i Grzegorzem Ilką (1990)

Adrian Stankowski (ur. 18 kwietnia 1966 w Warszawie) – polski dziennikarz i publicysta specjalizujący się w tematyce politycznej.

## Życiorys
Studiował aktorstwo w PWST oraz prawo, jednak nie potwierdził ukończenia żadnego z tych kierunków. Według relacji Sławomira Matczaka studiował równolegle z Wojciechem Cejrowskim w Państwowej Wyższej Szkole Teatralnej im. Aleksandra Zelwerowicza w Warszawie przez rok, lecz został skreślony z listy studentów. W 1984 zagrał rolę epizodyczną w filmie Godność w reżyserii Romana Wionczka.
Był rzecznikiem prasowym Polskiej Partii Socjalistycznej. W 1989, jako student Wydziału Prawa i Administracji Uniwersytetu Warszawskiego był współredaktorem pisma „Młodzi idą”, wydanego przez struktury PPS w UW. Po kongresie zjednoczeniowym w 1990 zasiadał w Centralnym Komitecie Wykonawczym PPS.
Związany jest z „Gazetą Polską Codziennie” oraz Telewizją Republika, gdzie prowadzi liczne programy. W latach 2019–2023 prowadził program „Studio prasowe” nadawany przez Polskie Radio 24. Jest redaktorem naczelnym portalu gpcodziennie.pl.
W 2021 był najczęściej pojawiającym się gościem w roli eksperta w głównym wydaniu „Wiadomości” w Telewizji Polskiej; jego komentarze pojawiły się 134 razy. W ciągu ośmiu lat (2015-2023) wypowiadał się 771 razy w 752 głównych wydaniach „Wiadomości".

## Życie prywatne
W 2020 na Jasnej Górze zawarł związek małżeński z Dorotą Naruszewicz.